# 秦夫人
秦夫人（?—?），姓秦，名不详，三国时曹操的妾室。封为夫人。
秦夫人为曹操生有二子：济阳怀王曹玹、陈留恭王曹峻。汉献帝建安十六年（211年），曹玹被封为西乡侯。但是他没有子女早早去世，以侄子曹赞为嗣。建安二十一年（216年），秦夫人的小儿子曹峻被封为郿侯。第二年，徙封襄邑侯。魏文帝黄初二年（221年），进爵为襄邑公。魏文帝黄初三年（222年），封为陈留王。